# Clément Cavallo
Clément Cavallo, né le 9 novembre 1990 à Menton en France, est un joueur français de basket-ball. Il évolue au poste d'ailier au Boulazac Basket Dordogne.

## Palmarès
- Meilleur espoir FU21 - 2010/2011
- 2016 : Champion de France de Pro B avec Hyères Toulon Var Basket.
- 2017/2019 : Vainqueur de la Disneyland Paris Leaders Cup PRO B avec la Chorale Roanne Basket.
- 2019 : Champion de France de Pro B avec la Chorale Roanne Basket.
- 2025 : Champion de France de Pro B avec Boulazac Basket Dordogne[1].